# Кузивансикт
Кузивансикт  — деревня в Сысольском районе Республики Коми в составе сельского поселения  Пыёлдино. 

## География
Расположена непосредственно к северу от центра поселения села Пыёлдино.  

## Топонимика
В переводе с коми «деревня Долговязого Ивана».

## Население
Постоянное население  составляло 99 человек (коми 82%) в 2002 году, 71 в 2010 .